# Франко Симатовић
Франко Симатовић Френки (Београд, 1. април 1950) је бивши српски обавештајац и командант специјалних снага Службе државне безбедности СР Југославије. Био је оснивач Јединице за специјалне операције (ЈСО).

## Биографија
Франко Симатовић, познатији као Френки, је рођен 1. априла 1950. године у Београду. По националности је Србин. Његов отац, Перо Симатовић (1920—2006), је родом из Жупе дубровачке, завршио је Учитељску школу у Дубровнику и био је успешни ватерполиста. Током Другог светског рата био је у партизанима, а после рата се доселио у Београд, где је био војно лице и један од оснивача ВК Партизан. Према предању, Симатовићи воде порекло из Боке которске.

## Суђење у Хашком трибуналу
Симатовић је оптужен пред Међународним кривичним судом за бившу Југославију у Хагу, да је починио разне злочине над не-српским становништвом током ратова насталих по распаду Југославије (1991—1995), укључујући прогоне и убиства. Ухапшен је у полицијској операцији Сабља 2003. године, и испоручен Трибуналу у Хагу. Судило му се заједно са Јовицом Станишићем, шефом Службе државне безбедности. Дана 30. маја 2013. ослобођен је по свим тачкама оптужнице.
Жалбено веће је 15. децембра 2015. године прихватило жалбу тужиоца и наложило даље суђење, као и даље задржавање Симатовића и Станишића у притвору. Пред Међународним резидуалним механизмом за кривичне судове, осуђени су 30. јуна 2021. године на по 12 година затвора. Претресно веће их је осудило само по делу оптужнице који се односи на догађаје у Босанском Шамцу из априла 1992. године, што представља сасвим мали део онога за шта су се првобитно теретили.